# José Mendoza
José Alberto Mendoza Posas (ur. 21 lipca 1989 w Olanchito) – honduraski piłkarz występujący na pozycji bramkarza, reprezentant Hondurasu, od 2021 roku zawodnik Olimpii.

## Kariera klubowa
Mendoza rozpoczynał swoją karierę piłkarską w zespole CD Platense z siedzibą w mieście Puerto Cortés, do którego seniorskiej drużyny został włączony jako dziewiętnastolatek. Przez pierwsze kilka sezonów pozostawał jednak rezerwowym golkiperem klubu i pewne miejsce między słupkami wywalczył sobie dopiero w 2011 roku. Ogółem barwy Platense reprezentował przez trzy i pół roku, nie odnosząc żadnych sukcesów zarówno na arenie krajowej, jak i międzynarodowej. W lipcu 2012 przeszedł do ekipy CD Marathón z miasta San Pedro Sula, którego barwy reprezentował z kolei przez rok, będąc jedynie alternatywą dla belizeńskiego bramkarza Shane'a Orio. W późniejszym czasie podpisał umowę z klubem CD Vida z siedzibą w mieście La Ceiba.

## Kariera reprezentacyjna
W 2009 roku Mendoza został powołany przez szkoleniowca Emilio Umanzora do reprezentacji Hondurasu U-20 na Młodzieżowe Mistrzostwa Ameryki Północnej, podczas których był tylko rezerwowym dla Francisco Reyesa, rozgrywając jedno spotkanie, natomiast jego kadra zajęła ostatecznie trzecie miejsce w turnieju i zakwalifikowała się na Mistrzostwa Świata U-20 w Egipcie. Tam wciąż bezskutecznie rywalizował z Reyesem o miejsce między słupkami i nie wystąpił w żadnym ze spotkań, zaś Honduranie zakończyli swój udział w młodzieżowym mundialu już w fazie grupowej. W 2012 roku w barwach reprezentacji Hondurasu U-23 wziął udział w eliminacjach do Igrzysk Olimpijskich w Londynie, gdzie pełnił funkcję podstawowego golkipera i rozegrał sześć meczów, natomiast jego zespół dotarł do finału kwalifikacyjnego turnieju i zdołał awansować się na olimpiadę. W tym samym roku został powołany na Igrzyska Olimpijskie w Londynie, na których miał niepodważalne miejsce w wyjściowym składzie ekipy prowadzonej przez Luisa Fernando Suáreza, rozgrywając wszystkie cztery spotkania, w których przepuścił pięć goli, a jego drużyna odpadła z męskiego turnieju piłkarskiego w ćwierćfinale.
W 2011 roku Mendoza znalazł się w ogłoszonym przez meksykańskiego selekcjonera Juana de Dios Castillo składzie na turniej Copa Centroamericana. Nie zdołał jednak wówczas rozegrać żadnego spotkania i pozostawał rezerwowym dla doświadczonego Noela Valladaresa, zaś jego drużyna triumfowała ostatecznie w tych rozgrywkach. W seniorskiej reprezentacji Hondurasu zadebiutował dopiero za kadencji kolumbijskiego trenera Luisa Fernando Suáreza, 16 października 2012 w wygranym 8:1 meczu z Kanadą w ramach udanych ostatecznie dla jego zespołu eliminacjach do Mistrzostw Świata 2014. W 2013 roku ponownie wziął udział w rozgrywkach Copa Centroamericana, gdzie znów ani razu nie pojawił się na boisku, nie potrafiąc wygrać rywalizacji o miejsce w składzie z Donisem Escoberem, a Honduranie zajęli ostatecznie drugie miejsce w turnieju. Kilka miesięcy później został powołany na Złoty Puchar CONCACAF, podczas którego znów był rezerwowym dla Escobera i nie zagrał w żadnym meczu, natomiast jego kadra odpadła z tamtej edycji turnieju w półfinale.